# Mimoclystia undulosata
Mimoclystia undulosata är en fjärilsart som beskrevs av W. Warren 1901. Mimoclystia undulosata ingår i släktet Mimoclystia och familjen mätare. Inga underarter finns listade i Catalogue of Life.